# Uchte unterhalb Goldbeck
Uchte unterhalb Goldbeck este o arie protejată (arie specială de conservare — SAC, sit de importanță comunitară — SCI) din Germania întinsă pe o suprafață de 14 ha, integral pe uscat.

## Localizare
Centrul sitului Uchte unterhalb Goldbeck este situat la coordonatele 52°45′47″N 11°49′47″E / 52.7631°N 11.8297°E.

## Înființare
Situl Uchte unterhalb Goldbeck a fost declarat sit de importanță comunitară în martie 2004 pentru a proteja 4 specii de animale. Situl a fost protejat și ca arie specială de conservare în decembrie 2018.

## Biodiversitate
Situată în ecoregiunea continentală, aria protejată conține 1 habitat natural: Cursuri de apă de la nivel de câmpie la nivel montan, cu vegetație Ranunculion fluitantis și Callitricho-Batrachion.
La baza desemnării sitului se află mai multe specii protejate:
- mamifere (2): castor (Castor fiber), vidră de râu (Lutra lutra)
- pești (2): Cobitis taenia Complex, boarță (Rhodeus amarus)

Pe lângă speciile protejate, pe teritoriul sitului au mai fost identificate 2 specii de amfibieni, 3 specii de mamifere.